# 1985年飓风鲍勃
飓风鲍勃（英語：Hurricane Bob）是一场于1985年7月影响了美国东南部的飓风，也是1985年大西洋飓风季的第2场热带风暴和首场飓风，于7月21日由墨西哥湾东部的一股东风波发展而成。系统起初向东移动，以弱热带风暴强度袭击佛罗里达州西南部，接下来转向北上并迅速增强，于7月24日达到飓风强度。次日，鲍勃在南卡罗莱纳州博福特附近登陆，成为这年飓风季吹袭美国的首场飓风。气旋在陆地上空迅速减弱，于7月26日被西弗吉尼亚州东部上空的一片锋面槽吸收。
鲍勃一共间接导致5人遇难，经济损失达到2000万美元（1985年美元，相当于2025年的5847萬美元）。风暴给佛罗里达州带去暴雨，降雨量最高的大沼泽地市达508毫米。不过，这些降水缓解了许多地方持续已久的干旱，所以对大部分地区都是有利的。飓风最后一次登陆是在南卡罗莱纳州，当地所受影响很小，但气旋在弗吉尼亚州催生了3场龙卷风，其中1场摧毁了两套房屋。

## 气象历史
7月20日，一股东风波的残留进入墨西哥湾东部，该海域次日就有一片低气压区形成并发展成热带低气压。在弱转向气流的影响下，热带低气压向东南方向飘移，然后先转向东北，之后又转朝东进。根据飓风猎人侦察机的报告，系统于7月22日晚增强成热带风暴并因此获命名为“鲍勃”（Bob）。鲍勃在向东经过墨西哥湾的过程中未能得到显著增强，于7月23日以风速每小时70公里强度从那不勒斯和麦尔兹堡之间地区登陆，这时系统中的大部分对流都集中在中心南部和东部。
穿越佛罗里达州期间，气旋转向东北，然后又转朝北上，随后离开半岛，于7月24日清晨从维罗海滩附近进入大西洋。风暴进入墨西哥湾暖流的温暖海水上空后迅速增强，在佛罗里达州杰克逊维尔以东约115公里洋面达到一级飓风强度。由于气旋内嵌在一片副热带高压脊的西段延伸中，鲍勃存在期间的气压始终高于平均水平。飓风继续北上，于7月25日清晨以风力时速120公里强度从南卡罗莱纳州博福特附近登陆。进入陆地上空后，鲍勃快速弱化，登陆仅3小时后就降级为热带风暴。约12小时后，风暴在北卡罗莱纳州和弗吉尼亚州边境附近上空退化成热带低气压。低气压转向东北偏北，于7月26日在西弗吉尼亚州东部上空被一股锋面槽吸收。系统关联的一片扰动天气区仍然与锋面槽分离并继续向东北方向行进，先后进入中大西洋各州和新英格兰上空。

## 防灾措施
美国国家飓风中心在宣布鲍勃成为热带风暴时向克雷格岛（Craig Key）以西的佛罗里达礁岛群，以及门罗县弗拉明戈（Flamingo）到威尼斯之间地区发布了烈风警告。之后还向佛罗里达州大西洋沿岸向北直至圣奥古斯丁的沿海地区发布了烈风警告。圣奥古斯丁以南沿海小型船只的船主收到公告，建议他们留在港口内暂避，不要出海。风暴位于佛罗里达州中东部近海时，美国国家飓风中心向乔治亚州萨凡纳到南卡罗莱纳州利特尔里弗（Little River）之间地区发布了烈风警告和飓风观察预警，其中飓风观察预警在气旋达到一级飓风强度后升级成了飓风警告。
南卡罗莱纳州沿海地区有数以千计的居民疏散，其中许多人都住进内陆酒店，850人前往避难所寻求保护，其中霍里县的一所小学中有500人，利特尔里弗到乔治敦之间地区开设的一个避难所也容纳了240人。博福特县的许多县、市办事处都提前关闭，多家商户和企业收到通知，建议提前让工人下班回家。查塔姆县官员疏散了泰碧岛（Tybee Island）上的养老院，并建议他人尽快离开，因为高涨的潮水可能会切断80号美国国道，导致该岛同外界的交通中断。

## 影响
飓风鲍勃共计造成了2000万美元（1985年美元，相当于2025年的5847萬美元）的损失，还间接导致5人死亡。由于风暴造成的破坏并不严重，因此其名称“鲍勃”也就没有从大西洋风暴命名名单上退役，之后在1991年大西洋飓风季期间再度使用。

### 佛罗里达州

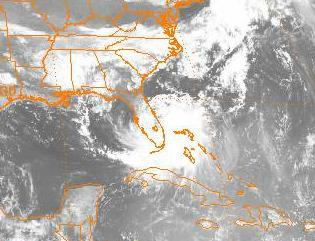
热带风暴鲍勃登陆佛罗里达州。

佛罗里达州南部普降暴雨，风暴中心的南部和东部产生的降水最多，大沼泽地市记录下的降雨量高达508毫米。该州北部记录的降水也有几英寸高。那不勒斯的持续风速为每小时65公里，最高阵风时速则有93公里。马纳提县、萨拉索塔县和夏洛特县部分沿海区域因大浪和高于正常水平的潮汐导致中到重度海滩侵蚀。热带风暴鲍勃登陆前在布里瓦德县催生出一场藤田级数为的龙卷风，沿途共计造成2500美元（1985年美元，相当于2025年的7.31千美元）的破坏。
佛罗里达州有一些树木倒塌，多条道路被淹。大浪冲过了该州东南部的部分海堤，暴雨和高涨的潮水一起导致通往萨尼贝尔和马可岛的堤道被迫封闭，两岛与外界的交通联系临时中断。堤道在洪水退去后重新开放，但通往萨尼贝尔岛的堤道已受到一定程度的破坏。佛罗里达电力和照明公司报告7月23日共有1200至1500居民家中停电。棕榈滩县因降水造成农业损失。
这场风暴总体上对佛罗里达州造成的破坏很小，基本局限于海岸线附近的轻度财产损失。降水缓解了多地的持续干旱情况。佛罗里达州东北部和乔治亚州沿海出现海滩侵蚀。从1878年开始一直到2014年6月中旬，一共只有4场热带气旋在7月份影响到棕榈滩县，鲍勃就是其中之一。

### 南、北卡罗莱纳州

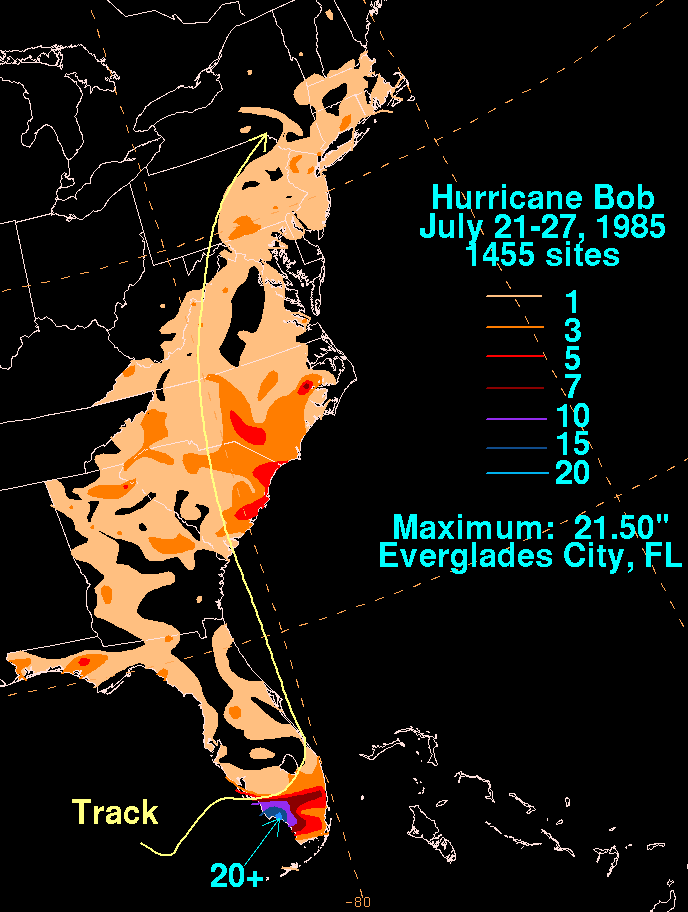
飓风鲍勃的降雨量分布。

东部标准时区7月25日凌晨1点，飓风鲍勃登陆南卡罗莱纳州，其最强风速其中在风暴中心以东。查尔斯顿近海多个屏障岛屿上的窗户被风刮破，供电线路也被刮断。更为内陆的地区虽然遭遇了“几乎令人难以置信”的狂风，但却没有造成什么损失。风暴在乔治敦西南方向约170公里处登陆，该市记录下的持续风速为每小时93公里，螺旋状雨带还给北卡罗莱纳州不伦瑞克县霍尔顿海滩（Holden Beach）带去时速134公里的最强阵风。飓风朝内陆行进期间，艾迪斯托海滩的风暴潮估计有0.79米。南、北卡罗莱纳州的降雨量属中等程度，南卡罗莱纳州部分沿海地区的降水超过127毫米。默特尔比奇则记录下了198毫米的全州最高降雨量。飓风强度的阵风刮倒了许多树木，还令多条输电线缆中断，致使超过3.2万人失去电力供应，其中单居住在查尔斯顿地区的就有超过2.5万人。沿海地区还有部分窗户玻璃被强风震碎。
大浪冲过了查尔斯顿的海堤，洪水进入沿海街道和民房。该州所受破坏相对较轻，也没有报告出现人员重伤。不过富丽海滩有个加油站受到狂风的严重破坏，还有部分沿海建筑屋顶受损。查尔斯顿港有一艘空置油轮因大风而搁浅在沙洲上。风暴对大部分地区的影响都比较小，萨默维尔的一位警长表示：“虽然我们这儿已经有些树给刮倒了，但还远不值得熬夜守到这么晚”。
北卡罗莱纳州大部分地区的降雨量都超过25毫米，其中最多的博福特县达到178毫米。该州有一人因风暴引起的交通事故丧生。

### 中大西洋各州和新英格兰
飓风关联的大范围雷暴活动给弗吉尼亚州带去狂风，还催生了三场龙卷风。阿尔伯马尔县有漏斗云形成，并在进入格林县境内后演变成一场级龙卷风，摧毁了两套房屋，还将多棵树连根拔起，造成的经济损失达到25万美元（1985年美元，相当于2025年的73.1萬美元）。古奇兰县和汉诺威县均出现了一场级龙卷风，共计导致10套房屋受损。整个巴尔的摩－华盛顿都会区都能够观测到漏斗云的存在。
狂风暴雨打乱了1985年美国童军在弗雷德里克斯堡附近A·P·希尔堡进行的大露营，推倒了数以百计的帐篷和50个移动厕所。一名童军因闸道倒塌被困，另有多人受到轻微割伤和瘀伤。风暴给罗纳德·里根华盛顿国家机场带去的风速为每小时77公里，哥伦比亚特区附近有约3万人和巴尔的摩附近的12.5万人一样失去电力供应。中等强度风力刮倒了华盛顿水道海恩斯波因特附近的一架水上飞机。波托马克河沿岸有几艘船只因海浪汹涌而倾覆，鲍勃的残留产生的降雨还令李奇蒙勇士队的一场比赛被迫取消，马里兰州大瀑布公园有一套尚未建成的房屋倒塌。弗吉尼亚州东北部的一处水坝也受到与风暴相关联的破坏。道路湿滑导致了多起交通事故，哥伦比亚特区有一人因此丧生，马里兰州则有三人。
哥伦比亚特区海恩斯波因特附近有一架配备了浮筒的西斯纳210飞机被狂风翻转，机上当时有一个包括5名成员的电视摄制组，他们都是电视系列剧《莱姆街》（Lime Street）的工作人员，准备拍摄一场追逐戏码。5人之后都在哥伦比亚特区大都会警察局海港巡逻队的协助下安全脱身。
中大西洋各州和新英格兰的降雨量在25.4毫米左右，局部地区超过76毫米。大西洋城在十分钟里降水达到13毫米。马里兰州的长期干旱情况因这些降雨而得到缓解。